# 아인스튀어첸데 노이바우텐

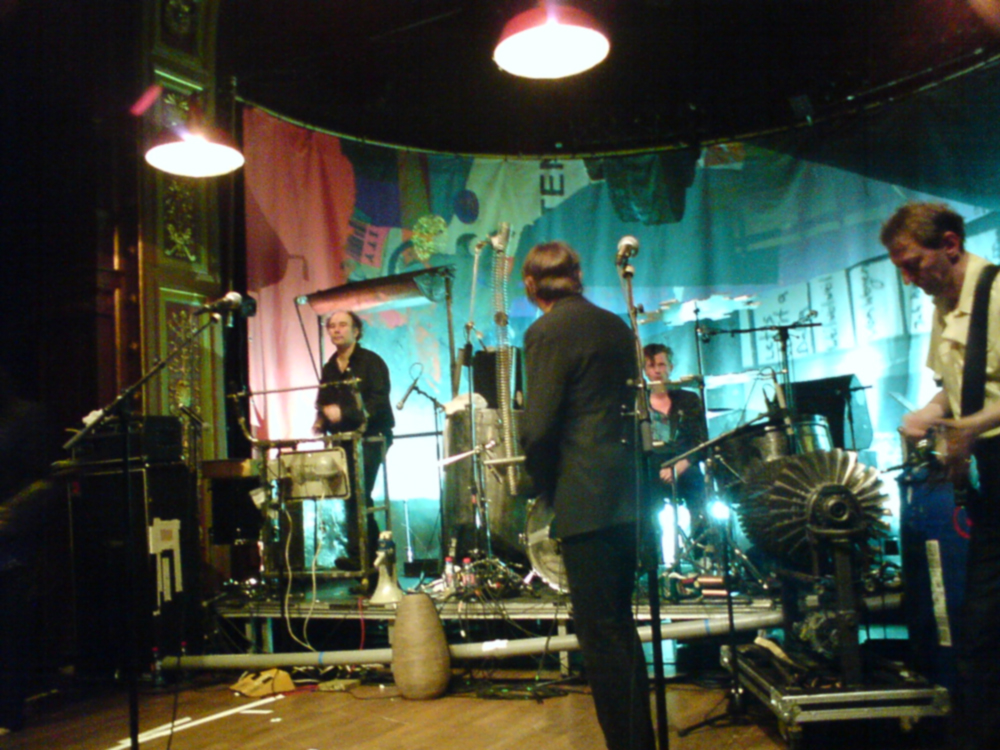
2008년 스웨덴 공연 모습

아인슈튀어첸데 노이바우텐(독일어: Einstürzende Neubauten)은 독일의 인더스트리얼 아방가르드 밴드이다.

## 개요
1980년 4월 1일 결성했다. 1980년대 초반 인더스트리얼의 발전에 기여했다. 일반 악기 외에도 착암기, 스프링, 쇠파이프, 망치 등과 쇠로 만들어진 여러 가지 물건을 이용하기도 했다.
밴드명은 무너지는 새 건축물이라는 뜻이다. 구성원은 Alexander Hacke, Jochen Arbeit, Gudrun Gut, N.U. Unruh, Andrew Chudy, Blixa Bargeld, Beate Bartel, Mark Chung, F.M. Einheit, Rudolf Moser이다.

## 음악
- 2007년 - <<Alles Wieder Offen>>
- 1996년 - <<Ende Neu>>
- <<Halber Mensch>>
- 1995년 - Liebeslieder - 다큐멘터리
- 1989년 - <<Haus der Lüge>>
- 1988년 - <<STRATEGIES AGAINST ARCHITECTURE>> - 컴필레이션
- <<Strategies Against Architecture II>>
- <<Strategies Against Architecture III>>
- 영화 <<히트>> 영화음악[6]
- <<Silence Is Sexy>>
- <<Tabula Rasa>>
- <<Ende Neu>>
- <<Silence Is Sexy>>
- <<Perpetuum Mobile>>
- <<Alles wieder offen>>
- <<Lament>>
- <<Alles in Allem>>
- <<Rampen: apm (alien pop music)>>

## 같이 보기
- 인더스트리얼 음악